# L'Imposteur (roman)
L'Imposteur (en espagnol El Impostor) est un roman non fictionnel de l'écrivain espagnol Javier Cercas publié en espagnol en 2014 et traduit en français en 2015 chez Actes Sud.

## Résumé
Le livre raconte l'histoire du syndicaliste espagnol Enric Marco qui s'est fait passer pour un survivant des camps de concentration nazis entre 2000 et 2005. L'auteur retrace comment Enric Marco s'est fait passer pour un antifranquiste et un antifasciste pendant plusieurs décennies alors qu'en réalité il était parti volontairement travailler en Allemagne pendant la Seconde Guerre mondiale.

## Réception
La critique est enthousiaste,,, : une « remarquable réflexion » et un « tour de force » pour France Culture, « une fresque renversante » pour Télérama.